# سايمور سيمون
سايمور سيمون (بالإنجليزية: Seymour Simon)‏ هو كاتب وكاتب للأطفال أمريكي، ولد في 9 أغسطس 1931 في نيويورك في الولايات المتحدة.

## وصلات خارجية
- الموقع الرسمي